# Lijst van afleveringen van Eastbound & Down
Dit is een lijst van afleveringen van de Amerikaanse komische serie Eastbound & Down. De serie begon op 15 februari 2009 en eindigde na vier seizoenen op 17 november 2013.

## Overzicht
| Seizoen | Seizoen | Aantal afleveringen | Begindatum        | Einddatum        | Netwerk |
| ------- | ------- | ------------------- | ----------------- | ---------------- | ------- |
| 0       | 1       | 6                   | 15 februari 2009  | 22 maart 2009    | HBO     |
|         | 2       | 7                   | 26 september 2010 | 7 november 2010  | HBO     |
|         | 3       | 8                   | 19 februari 2012  | 15 april 2012    | HBO     |
|         | 4       | 8                   | 29 september 2013 | 17 november 2013 | HBO     |

## Afleveringen

### Seizoen 1 (2009)
| Nr. in serie | Nr. in seizoen | Titel       | Regie              | Scenario                                | Première         |
| 1            | 1              | "Chapter 1" | Jody Hill          | Ben Best, Jody Hill, Danny McBride      | 15 februari 2009 |
| 2            | 2              | "Chapter 2" | David Gordon Green | Ben Best, Jody Hill, Danny McBride      | 22 februari 2009 |
| 3            | 3              | "Chapter 3" | David Gordon Green | Ben Best, Jody Hill, Danny McBride      | 1 maart 2009     |
| 4            | 4              | "Chapter 4" | David Gordon Green | Shawn Harwell, Jody Hill, Danny McBride | 8 maart 2009     |
| 5            | 5              | "Chapter 5" | Adam McKay         | Shawn Harwell, Jody Hill, Danny McBride | 15 maart 2009    |
| 6            | 6              | "Chapter 6" | Jody Hill          | Shawn Harwell, Jody Hill, Danny McBride | 22 maart 2009    |

### Seizoen 2 (2010)
| Nr. in serie | Nr. in seizoen | Titel        | Regie              | Scenario                                | Première          |
| 7            | 1              | "Chapter 7"  | Jody Hill          | Shawn Harwell, Jody Hill, Danny McBride | 26 september 2010 |
| 8            | 2              | "Chapter 8"  | Jody Hill          | Shawn Harwell, Jody Hill, Danny McBride | 3 oktober 2010    |
| 9            | 3              | "Chapter 9"  | David Gordon Green | Shawn Harwell, Jody Hill, Danny McBride | 10 oktober 2010   |
| 10           | 4              | "Chapter 10" | Jody Hill          | Shawn Harwell, Jody Hill, Danny McBride | 17 oktober 2010   |
| 11           | 5              | "Chapter 11" | David Gordon Green | Shawn Harwell, Jody Hill, Danny McBride | 24 oktober 2010   |
| 12           | 6              | "Chapter 12" | David Gordon Green | Shawn Harwell, Jody Hill, Danny McBride | 31 oktober 2010   |
| 13           | 7              | "Chapter 13" | Jody Hill          | Shawn Harwell, Jody Hill, Danny McBride | 7 november 2010   |

### Seizoen 3 (2012)
| Nr. in serie | Nr. in seizoen | Titel        | Regie              | Scenario                                 | Première         |
| 14           | 1              | "Chapter 14" | Jody Hill          | Jody Hill, Danny McBride, Josh Parkinson | 19 februari 2012 |
| 15           | 2              | "Chapter 15" | David Gordon Green | Jody Hill, Danny McBride, Harris Wittels | 26 februari 2012 |
| 16           | 3              | "Chapter 16" | Jody Hill          | John Carcieri, Jody Hill, Danny McBride  | 4 maart 2012     |
| 17           | 4              | "Chapter 17" | David Gordon Green | Jody Hill, Danny McBride, Josh Parkinson | 11 maart 2012    |
| 18           | 5              | "Chapter 18" | Jody Hill          | Jody Hill, Danny McBride, Harris Wittels | 18 maart 2012    |
| 19           | 6              | "Chapter 19" | David Gordon Green | John Carcieri, Jody Hill, Danny McBride  | 25 maart 2012    |
| 20           | 7              | "Chapter 20" | Jody Hill          | John Carcieri, Jody Hill, Danny McBride  | 8 april 2012     |
| 21           | 8              | "Chapter 21" | Jody Hill          | Jody Hill, Danny McBride, Josh Parkinson | 15 april 2012    |

### Seizoen 4 (2013)
| Nr. in serie | Nr. in seizoen | Titel        | Regie              | Scenario                                  | Première          |
| 22           | 1              | "Chapter 22" | Jody Hill          | Hayes Davenport, Jody Hill, Danny McBride | 29 september 2013 |
| 23           | 2              | "Chapter 23" | Jody Hill          | Jody Hill, Danny McBride, Carson Mell     | 6 oktober 2013    |
| 24           | 3              | "Chapter 24" | David Gordon Green | John Carcieri, Jody Hill, Danny McBride   | 13 oktober 2013   |
| 25           | 4              | "Chapter 25" | David Gordon Green | Jody Hill, Danny McBride, Justin Nowell   | 20 oktober 2013   |
| 26           | 5              | "Chapter 26" | Jody Hill          | Hayes Davenport, Jody Hill, Danny McBride | 27 oktober 2013   |
| 27           | 6              | "Chapter 27" | David Gordon Green | Jody Hill, Danny McBride, Carson Mell     | 3 november 2013   |
| 28           | 7              | "Chapter 28" | Jody Hill          | John Carcieri, Jody Hill, Danny McBride   | 10 november 2013  |
| 29           | 8              | "Chapter 29" | Jody Hill          | John Carcieri, Jody Hill, Danny McBride   | 17 november 2013  |